# Konstperspektiv
Konstperspektiv är en svensk tidskrift om bildkonst som utges av Stiftelsen Konstperspektiv och utkommer med fyra nummer per år. Upplagan låg 2020 på omkring 5 500 exemplar per nummer. Tidskriften utges med stöd av Statens kulturråd. Publiceringen och finansieras dessutom genom annonsförsäljning och via de prenumerationer som Sveriges Konstföreningars Riksförbund tecknar åt styrelseledamöter i sina medlemsföreningar. Linda Fagerström, konstkritiker och docent i konst- och bildvetenskap vid Linnéuniversitetet, blev 2019 ordförande i Stiftelsen Konstperspektiv. 
Redaktör sedan 2019 är konsthistorikern och konstkritikern Nils Forsberg.

## Historik
Samarbetsnämnden för konstföreningar i Göteborg startade 1945 tidskriften Perspektiv. Året därpå ändrades namnet till Konstperspektiv, och tidningen gavs ut under det namnet fram till 1964. Sveriges Konstföreningars Riksförbund (SKR) startade 1975 en tidskrift med samma namn och med liknande inriktning med anslutna konstföreningar och andra konstintresserade som målgrupp. Den tidstypiska ambitionen var att föra kulturdebatt, granska kommersialismen och avslöja oseriösa aktörer på konstmarknaden snarare än att vara en traditionell konsttidskrift.
Under 1980-talet startades en återkommande sektion med särskilt fokus på konstbildning, för vilken Ingela Lind och Folke Edwards var redaktörer. Satsningen stärktes med artiklar av Sten-Åke Nilsson, som erbjöd fördjupningar i äldre konsthistoria, och en serie om modernismen av Bo Sylvan. Konstperspektiv etablerade på detta vis en bred, konstbildande profil som snabbt fann många läsare. Under 1990-talet utvecklade tidskriften sina konstpedagogiska ambitioner genom ett samarbete med Utbildningsradion i programserien Konst i Sverige med 12 avsnitt, som åtföljdes av en omfattande studiehandledning, publicerad i Konstperspektiv.
Uno Kampmark var redaktör mellan 1975 och 1998, då Monica Larsson tog över posten. Redaktörskapet sköttes från 2002 av Anders Olofsson.